# Kazuto Tsuyuki
Kazuto Tsuyuki (japanisch 筑城 和人 Tsuyuki Kazuto; * 14. August 1984 in der Präfektur Shizuoka) ist ein ehemaliger japanischer Fußballspieler.

## Karriere
Tsuyuki erlernte das Fußballspielen in der Universitätsmannschaft der Komazawa-Universität. Seinen ersten Vertrag unterschrieb er 2007 bei Nagoya Grampus. Der Verein spielte in der höchsten Liga des Landes, der J1 League. 2009 wechselte er zum Zweitligisten Tokushima Vortis. Für den Verein absolvierte er 19 Ligaspiele. 2010 wechselte er zum Ligakonkurrenten Roasso Kumamoto. Für den Verein absolvierte er 102 Ligaspiele. Ende 2013 beendete er seine Karriere als Fußballspieler.